# Monti dell'Asir
I monti dell'Asir (in arabo عسير‎?, syr, "difficile") sono una catena montuosa dell'Arabia Saudita sud-occidentale che corre parallela al mar Rosso. Si estendono prevalentemente entro i confini dell'omonima regione dell'Arabia Saudita, ma tra essi vengono incluse generalmente anche aree in prossimità del confine con lo Yemen. La regione montuosa ricopre approssimativamente una superficie di 100.000 km² ed è formata da un susseguirsi di montagne, pianure e vallate dell'altopiano arabico.
Le montagne sono costituite principalmente da rocce sedimentarie, calcari, arenarie e argilliti di origine giurassica, cretacea e paleogenica che poggiano su un basamento granitico precambriano.
La regione riceve il maggior apporto di precipitazioni di tutta l'Arabia Saudita, grazie soprattutto alle piogge stagionali. Nelle zone più umide le precipitazioni annue oscillano tra i 600 e gli oltre 1000 mm. Le pianure e gli altopiani orientali ricevono una quantità di piogge molto inferiore, con valori che vanno da 500 a meno di 100 mm annui. Tra i principali prodotti agricoli della zona, che vengono coltivati perlopiù su scoscesi terrazzamenti sulle pendici delle montagne, figurano grano, caffè, cotone, indaco, zenzero, ortaggi e palme. La regione consente inoltre l'allevamento di bovini, ovini, caprini e cammelli.
Il territorio impervio di questa regione ha permesso di preservare la sua biodiversità unica. Qui sono state scoperte numerose nuove specie di funghi mixomiceti, nonché di piante non presenti in altri luoghi. Si ritiene inoltre che l'Asir sia una delle ultime regioni in cui sopravvive il leopardo dell'Arabia.

## Passi di montagna

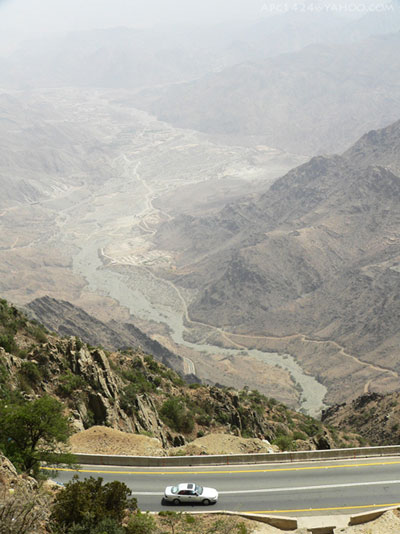
Aqabat King Fahd, Strada piena di tunnel da Al-Makhwah ad Al-Balah.

Il governo saudita per superare gli ostacoli tra la pianura di Tihamah e l'altopiano del Najd, iniziò a costruire queste strade tortuose 50 anni fa. Strade necessarie per accorciare drasticamente la distanza tra la costa e le città e paesi situati sull'altopiano.
Indubbiamente, ci sono porti molto tortuosi e difficili lungo la catena montuosa dell'Asir. Salite che terminano su un vasto altopiano, principalmente da W a E direzione.
Sono salite molto dure con una lunghezza superiore a 10 chilometri e pendenze medie del 9% o più.
I passi di montagna in Arabia Saudita sono chiamati Eaqaba, Eaqabat, Aqabah, Aqaba o Aqabat che significa ostacolo.
Alcuni passi di montagna non hanno uscita
Di seguito verranno elencate le principali salite della catena montuosa.
| n. | Nome                                                | m s.l.m. | Asfaltata | Autostrada                      | Strada senza uscita | Coordinate                  |
| -- | --------------------------------------------------- | -------- | --------- | ------------------------------- | ------------------- | --------------------------- |
| 1  | Jabal Farwaa Pass                                   | 2966     | No        |                                 | No                  | 17°55′32.4″N 43°15′55.4″E   |
| 2  | Al-Sawda Pass                                       | 2980     | Si        |                                 | Si                  | 18°15′56.05″N 42°22′02.9″E  |
| 3  | Al-Thawabi Pass                                     | 2950     | No        |                                 | No                  | 18°15′12.9″N 42°22′40.6″E   |
| 4  | Balsamer Pass                                       | 2805     | No        |                                 | Si                  | 18°46′54.2″N 42°13′33″E     |
| 5  | Habw/Bani Mazen Pass                                | 2795     | Si        |                                 | No                  | 18°10′15.1″N 42°25′26.3″E   |
| 6  | Al-Jadah Belhamar Pass                              | 2793     | Si        | 2452 aut.                       | No                  | 18°39′13.9″N 42°13′37.7″E   |
| 7  | Al-Jada'a Pass                                      | 2790     | No        |                                 | No                  | 18°42′47.5″N 42°14′20.6″E   |
| 8  | Al-Mahrith Pass                                     | 2780     | No        |                                 | Si                  | 18°09′41.2″N 42°25′46.7″E   |
| 9  | Raidah Pass                                         | 2768     | Si        |                                 | No                  | 18°12′28.5″N 42°24′34.4″E   |
| 10 | Farwaa/Al-Jawa Pass                                 | 2750     | Si        | 158/162 aut.                    | No                  | 17°55′13″N 43°16′11.8″E     |
| 11 | Alsamaa' Pass                                       | 2675     | Si        | 2442 aut.                       | No                  | 18°18′44.8″N 42°20′04.08″E  |
| 12 | Qadan Pass                                          | 2660     | No        |                                 | No                  | 18°22′08.3″N 42°19′24.1″E   |
| 13 | Al-Haboob Pass                                      | 2650     | No        |                                 | No                  | 18°10′15.4″N 42°26′46.8″E   |
| 14 | Fu Pass                                             | 2620     | No        |                                 | No                  | 18°19′51.3″N 42°19′00.34″E  |
| 15 | Tila Pass                                           | 2603     | Si        | 2212/3525 aut.                  | No                  | 19°13′14.6″N 42°03′10.3″E   |
| 16 | Al-Kharim Pass                                      | 2600     | No        |                                 | No                  | 18°45′14.3″N 42°14′07.5″E   |
| 17 | Al-Basatin Pass                                     | 2590     | No        |                                 | No                  | 18°50′14.8″N 42°14′28″E     |
| 18 | Radum Pass/Janama Aqaba                             | 2550     | Si        |                                 | No                  | 17°58′37.5″N 42°46′40″E     |
| 19 | Nakhalin Pass                                       | 2550     | No        |                                 | No                  | 18°36′27.05″N 42°20′17.87″E |
| 20 | Alsarw' Pass                                        | 2540     | No        |                                 | No                  | 19°03′14.6″N 42°06′44.3″E   |
| 21 | Raydah Pass                                         | 2520     | No        |                                 | Si                  | 20°46′31.85″N 40°47′21.17″E |
| 22 | Maqsi (Al-Thaniyyah) Pass                           | 2520     | No        |                                 | Si                  | 20°49′29.29″N 40°46′00.58″E |
| 23 | Mutlaha Hulw Pass                                   | 2505     | Si        |                                 | No                  | 17°57′48.2″N 42°47′22.3″E   |
| 24 | Rajd Pass                                           | 2500     | No        |                                 | Si                  | 18°25′21.73″N 42°20′33.04″E |
| 25 | Al-Zaharat Pass                                     | 2500     | No        |                                 | No                  | 19°03′21.05″N 42°06′37.78″E |
| 26 | Qurunin/Tamnia Pass                                 | 2490     | Si        |                                 | No                  | 17°59′59.1″N 42°45′08.8″E   |
| 27 | Hadhirah Pass                                       | 2460     | Si        | 2002 aut.                       | No                  | 17°41′13.4″N 43°26′00.6″E   |
| 28 | Baniamr Pass                                        | 2405     | Si        |                                 | No                  | 19°20′31.5″N 42°02′09.27″E  |
| 29 | Al-Tawhid Pass                                      | 2400     | Si        | 2492 aut.                       | No                  | 19°05′05.28″N 42°07′37.3″E  |
| 30 | Sinan Pass                                          | 2390     | Si        | 2201 aut.                       | No                  | 19°07′27.8″N 42°06′58.7″E   |
| 31 | Al-Arbua/Al- Barma Pass                             | 2351     | Si        | 2041 aut.                       | No                  | 18°56′02.4″N 42°09′03.5″E   |
| 32 | Al-Zaryah Pass                                      | 2346     | Si        |                                 | No                  | 19°25′33″N 41°58′38.7″E     |
| 33 | Maysaan Pass                                        | 2320     | No        |                                 | Si                  | 20°43′21.28″N 40°48′22.22″E |
| 34 | Khaled Pass/Ahad Rafidah Aqabah                     | 2310     | No        |                                 | No                  | 18°05′18.2″N 42°51′48.8″E   |
| 35 | King Khalid Pass/Aqaba Qalwa                        | 2308     | Si        | King Khalid Pass Road/3140 aut. | No                  | 20°01′11.1″N 41°23′56.9″E   |
| 36 | Al-Shahdan Pass                                     | 2300     | No        |                                 | Si                  | 20°37′35.3″N 40°51′32.6″E   |
| 37 | Al-Shaaf Pass                                       | 2295     | Si        | 2199 aut.                       | No                  | 19°31′27.3″N 41°53′36.6″E   |
| 38 | Al-Azbar Pass                                       | 2280     | No        |                                 | Si                  | 18°09′50.1″N 42°34′29.2″E   |
| 39 | Sibah Pass/Al-Mahamid Pass                          | 2250     | No        |                                 | No                  | 20°03′34.9″N 41°19′32.7″E   |
| 40 | Al-Hussam Pass                                      | 2250     | Si        |                                 | No                  | 20°05′43.9″N 41°16′54.4″E   |
| 41 | Al-Mahmud Pass                                      | 2250     | Si        |                                 | No                  | 18°03′06.4″N 42°42′43.2″E   |
| 42 | Al-Husn Al-Asfal Pass                               | 2240     | No        |                                 | Si                  | 18°11′06.9″N 42°32′47.3″E   |
| 43 | Al-Qaraa Pass                                       | 2240     | Si        |                                 | No                  | 18°02′59.5″N 42°42′21.7″E   |
| 44 | Mohammediyah Mountain Pass                          | 2230     | Si        | Al-Muhammadiyah Pasd Road       | No                  | 21°04′39.3″N 40°17′23.9″E   |
| 45 | Marwa Pass                                          | 2230     | No        |                                 | No                  | 20°38′40.77″N 40°51′26.71″E |
| 46 | Al-Rabwah/ Dhila Pass                               | 2220     | Si        | Dhila Road/10                   | No                  | 18°11′52.75″N 42°31′04.89″E |
| 47 | Bashout/King Ba'alyan Pass                          | 2208     | Si        |                                 | No                  | 19°35′16.55″N 41°52′20.65″E |
| 48 | Al-Kari/Al-Saffah Pass                              | 2200     | No        |                                 | No                  | 20°34′35.7″N 40°55′32.5″E   |
| 49 | Al-Imran Pass                                       | 2200     | No        |                                 | Si                  | 19°29′08.99″N 41°56′08.65″E |
| 50 | Saqayn Pass                                         | 2200     | Si        |                                 | No                  | 18°54′56.5″N 42°09′58.5″E   |
| 51 | Aliyan Nisab /Alsaqifat' Pass                       | 2194     | Si        | 3705 aut.                       | No                  | 19°34′47.49″N 41°52′15.59″E |
| 52 | Shaar Pass                                          | 2160     | Si        | 209 aut/Shaar road              | No                  | 18°25′09.93″N 42°27′22.59″E |
| 53 | Al-Maqbora Pass                                     | 2150     | Si        | 1801 aut.                       | No                  | 17°27′45.23″N 43°02′16.45″E |
| 54 | Tallan Pass                                         | 2145     | Si        | 1802 aut.                       | No                  | 17°23′36.82″N 43°10′05.31″E |
| 55 | King Fahd Pass/ Al-Baha Pass                        | 2140     | Si        | 246 aut                         | No                  | 19°59′54.8″N 41°27′56.5″E   |
| 56 | Thatan Pass                                         | 2126     | Si        |                                 | No                  | 18°12′38.3″N 42°21′04.9″E   |
| 57 | Al-Qurun Pass                                       | 2120     | No        |                                 | No                  | 18°15′28.4″N 42°19′33.6″E   |
| 58 | Hashr Pass                                          | 2100     | Si        | 1801 aut.                       | No                  | 17°27′12.99″N 43°03′05.4″E  |
| 59 | Kalamih Pass                                        | 2100     | Si        |                                 | No                  | 18°15′12.1″N 42°19′42.98″E  |
| 61 | Alabna' Pass                                        | 2090     | Si        | 3200 aut.                       | No                  | 19°48′46.04″N 41°36′17.8″E  |
| 62 | Huznat Pass/Heznah Mountain Road/King Abdullah Pass | 2020     | Si        | King Abdullah Street/3707 aut.  | No                  | 19°49′45.9″N 41°33′03.75″E  |
| 63 | Al-Qum Pass                                         | 2020     | No        |                                 | No                  | 19°47′52.5″N 41°41′58.1″E   |
| 64 | Alramih' Pass                                       | 2000     | No        |                                 | Si                  | 17°22′25.5″N 43°12′07.7″E   |
| 65 | Al-Kurr Pass                                        | 1960     | Si        | Al Hada Road/15 aut.            | No                  | 21°22′14.8″N 40°15′33.2″E   |
| 66 | Habas Bani Malik Pass                               | 1960     | Si        | 1672 aut.                       | No                  | 17°22′40.97″N 43°11′51.06″E |
| 67 | Al-Safiyah Pass/Al-Saheef                           | 1940     | Si        |                                 | No                  | 20°35′34.1″N 40°54′29.3″E   |
| 68 | Sharijat Bialbashayir Pass                          | 1940     | Si        |                                 | No                  | 19°42′35.4″N 41°53′09.1″E   |
| 69 | Qais Pass                                           | 1920     | No        |                                 | No                  | 18°11′04.8″N 42°18′01.4″E   |
| 70 | Sha'bayn Pass                                       | 1880     | No        |                                 | No                  | 18°12′51.3″N 42°17′45.4″E   |
| 71 | Dhi Mana'a Pass                                     | 1860     | Si        |                                 | No                  | 20°18′44.5″N 41°11′35.7″E   |
| 72 | Durm Pass/Al-Atabah Pass                            | 1820     | No        | 2095 aut.                       | No                  | 18°44′15.3″N 42°08′44.8″E   |
| 73 | Al-Figrah Pass                                      | 1790     | Si        |                                 | No                  | 24°20′28.9″N 38°56′07.3″E   |
| 74 | Aljanibah' Pass                                     | 1690     | Si        |                                 | No                  | 17°31′39.8″N 43°02′48.2″E   |
| 75 | Al-Absiyah Pass                                     | 1680     | Si        |                                 | No                  | 17°15′49.9″N 43°06′21.1″E   |
| 76 | Dasman Pass                                         | 1680     | No        |                                 | No                  | 18°39′01.9″N 42°09′14.1″E   |
| 77 | Alkhashabat' Pass                                   | 1650     | Si        |                                 | No                  | 19°50′59.9″N 41°50′23.1″E   |
| 78 | Nama Pass                                           | 1630     | Si        |                                 | No                  | 17°19′23.1″N 43°11′52.8″E   |
| 79 | Othwan Pass                                         | 1625     | Si        |                                 | No                  | 17°19′55.9″N 43°12′00.1″E   |
| 80 | Khashir Pass                                        | 1600     | Si        |                                 | No                  | 17°18′52″N 43°10′29″E       |
| 81 | Athar Pass                                          | 1420     | Si/No     | 2485 aut.                       | No                  | 18°57′49.4″N 42°00′24.4″E   |
| 82 | Jin Pass                                            | 1410     | No        |                                 | Si                  | 20°37′15.16″N 40°38′38.5″E  |
| 83 | Dufin Pass                                          | 1390     | Si        |                                 | No                  | 20°37′14″N 40°40′54″E       |
| 84 | Al-Saedan Pass                                      | 1345     | Si        | 2451 aut.                       | No                  | 18°38′40.65″N 42°08′32.19″E |
| 85 | Abir Makhluq Pass                                   | 1225     | Si        |                                 | No                  | 18°03′38.4″N 42°27′31.1″E   |